# 1786 en architecture
| Années de l'architecture : 1783 - 1784 - 1785 - 1786 - 1787 - 1788 - 1789    |
| Décennies de l'architecture : 1750 - 1760 - 1770 - 1780 - 1790 - 1800 - 1810 |

Cet article présente les faits marquants de l'année 1786 en architecture.

## Réalisations

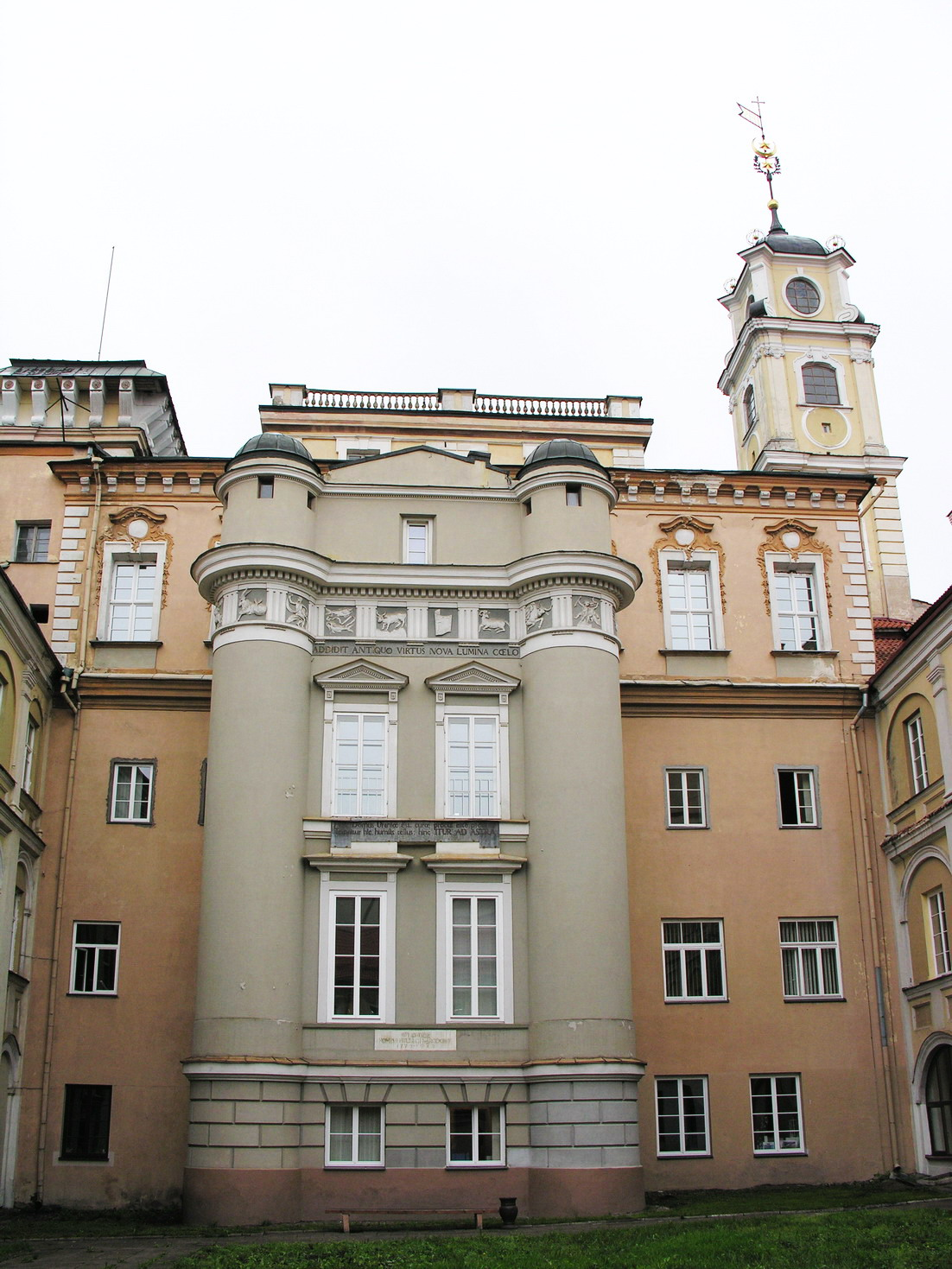
Observatoire de l’université de Vilnius (Lituanie).

- Achèvement de l'Observatoire de l'université de Vilnius de Marcin Knackfus.
- Inauguration de l'église de San Bernardo à Séville.

## Événements
- x

## Récompenses
- Prix de Rome : Charles Percier.

## Naissances
- x

## Décès
- 27 février : Jérôme Charles Bellicard (°1726).
- Septembre : Nicolas-Claude Girardin (°v. 1749).